# Семенова-Тянь-Шанська Ольга Ізмаїлівна
Ольга Ізмаїлівна Семенова-Тян-Шанская — радянська шахістка; майстер спорту СРСР (1960). Внучка відомого географа П. П. Семенова-Тян-Шанського. В шахи навчилась грати у 18 років. Перша участь в жіночих змаганнях — чемпіонат Ленінграду (1933). Учасниця 9 чемпіонатів СРСР; дворазова чемпіонка (1934 і 1936). В 1935 програла матч за звання чемпіонки СРСР О. Рубцовій — 2 : 7 (+1 −6 =2). Найкращі результати в інших чемпіонатах: 1937 — 2-3-ті; 1945 — 5-6-ті; 1948 і 1950 — 6-7-мі; 1953 — 3-5-ті місця.